# Czipauer János
Czipauer János (Budapest, 1926. május 13. – Budapest, 1989. január 2.) Balázs Béla-díjas filmvágó, Hap Magda vágó férje.

## Munkái
(a sok közül néhány:)
- Egér és oroszlán (színes rajzfilm, 1957)
- A didergő király (színes mb., bábfilm, 1958)
- A kismalac és a farkasok (színes mb., rajzfilm, 1958)
- A telhetetlen méhecske (színes rajzfilm, 1958)
- A török és a tehenek (színes mb., rajzfilm, 1958)
- Vetélytársak (színes bábfilm, 1958)
- Ne hagyd magad, emberke! (színes mb., rajzfilm, 1959)
- A ceruza és a radír (színes rajzfilm, 1960)
- A piros pöttyös labda (színes rajzfilm, 1961)
- Szentgalleni kaland (színes bábfilm, 1961)
- Mackókaland (színes rajzfilm, 1962)
- Sosemvolt király bánata (színes mb., bábfilm, 1962)
- A dal öröme (színes rajzfilm, 1963)
- A monológ (színes mb., animációs film, 1962)
- Az oroszlán, a tulok és a szamár (színes rajzfilm, 1963)
- Dióbél királyfi (színes mb., rajzfilm, 1963)
- Mese a bogárról (színes rajzfilm, 1963)
- Holnaptól kezdve (színes rajzfilm, 1963)
- Női dolgok (színes papírkivágásos animációs film, 1963)
- A torkos menyét (színes rajzfilm, 1964)
- Átváltozások (1964)
- Gitáros fiú a régi képtárban (1964)
- Romantikus történet (színes rajzfilm, 1964)
- Vasárnap (1964)
- A dohányzásról (1965)
- Bohóciskola (színes bábfilm, 1965)
- A napló (színes mb., animációs film, 1966)
- Ez nálunk lehetetlen (színes rajzfilm, 1966)
- Futyuri mint detektív (színes mb., rajzfilm, 1966)
- Ha én felnőtt volnék (1966)
- Öt perc gyilkosság (színes mb., rajzfilm, 1966)
- A fény öröme (1967)
- Ballaszt (1967)
- Bizonyos jóslatok (színes bábfilm, 1967)
- Ellopták a vitaminomat (színes animációs film, 1967)
- Kis ember, nagy város (színes rajzfilm, 1967)
- Mesék a művészet világából (színes animációs film, 1967)
- Reggeltől estig (1967)
- Nyelvlecke (1967)
- Tíz deka halhatatlanság (színes rajzfilm, 1967)
- Variációk egy sárkányra (színes mb., rajzfilm, 1967)
- A Nap és a Hold elrablása (animációs film, 1968)
- Rend a házban (színes animációs rövidfilm, 1970)
- Frakk, a macskák réme (színes papírkivágásos animációs sorozat, 1971-1985)
- Kukori és Kotkoda (színes rajzfilmsorozat, 1971)
- A hétpöttyös autó (animációs film, 1973)
- János vitéz (animációs film, 1973)
- Mekk Elek, az ezermester (színes bábfilmsorozat, 1973) (TV-filmsorozat)
- A légy (animációs film, 1980)
- Jómadarak (rajzfilmsorozat, 1980) (TV-filmsorozat)
- Mesék Mátyás királyról (rajzfilmsorozat, 1981-1982) (TV-filmsorozat)
- Vuk (rajzfilm, 1981)
- Suli-buli (1982)